# ميخائيل فرانك
ميخائيل فرانك (بالإنجليزية: Michael Frank)‏ هو مُحرِّر وصحفي وسياسي أمريكي، ولد في 12 ديسمبر 1804، وتوفي في 26 ديسمبر 1894. حزبياً، نشط في الحزب الجمهوري والحزب الاشتراكي الأمريكي. وقد انتخب عضو جمعية ولاية ويسكونسن.